# George Healis
George Albert Healis (3. juni 1906 - 6. december 1990) var en amerikansk roer fra Philadelphia.
Healis vandt (sammen med William Miller, Charles Karle og Ernest Bayer) en sølvmedalje i firer uden styrmand ved OL 1928 i Amsterdam. I finalen blev amerikanerne besejret af den britiske båd, der vandt guld, mens Italien fik bronze. Det var det eneste OL han deltog i.

## OL-medaljer
- 1928:  Sølv i firer uden styrmand